# Cinquième district militaire
Le 5e district militaire (en anglais: 5th Military District) était une unité administrative temporaire durant la période de la Reconstruction qui suivit la guerre de Sécession.

## Histoire du5edistrict
Le territoire sous son contrôle comprenait Texas et Louisiane. Le général Philip Sheridan en fut le gouverneur militaire, dès mars 1867, jusqu'à ce qu'il soit révoqué par le président Andrew Johnson, le 19 août 1867, en raison d'accusations de sévérité excessive de sa part vis-à-vis d'anciens soldats confédérés. C'est le général Charles Griffin qui est alors nommé à la tête du district, mais il meurt de fièvre jaune, le 15 septembre, avant d'avoir pu rejoindre son poste. Le 16 septembre, c'est le général Joseph A. Mower qui est nommé à ce poste. Le 29 novembre, il est remplacé par le général Winfield Scott Hancock qui démissionne le 25 mars 1868 et est à son tour remplacé par le général Robert C. Buchanan. En novembre 1868, c'est le général Edward Canby qui prend la tête du district.

## Différentes unités de l'époque
Parmi les troupes américaines stationnées au Texas à cette époque, on peut citer les unités suivantes :
- U.S. 1st Artillery
- 4th Cavalry Regiment
- 6th Cavalry Regiment
- 9th Cavalry Regiment
- 15th Infantry Regiment
- 17th Infantry Regiment
- 25th Infantry Regiment